# Alotartessus iambe
Alotartessus iambe är en insektsart som beskrevs av George Willis Kirkaldy 1907. Alotartessus iambe ingår i släktet Alotartessus och familjen dvärgstritar. Inga underarter finns listade i Catalogue of Life.